# Мері Гріффіт
Мері Гріффіт (англ. Mary Griffith; 13 жовтня 1934 — 7 лютого 2020) — американська активістка за права ЛГБТ, чий син гей Боббі покінчив життя самогубством через релігійну нетерпимість та гомофобію матері.
Мері Гріффіт стала членом організації Батьки, сім'ї та друзі лесбійок і геїв (PFLAG), згодом ставши президентом відділення в Сан-Франциско. 6 грудня 1995 року виступала у Конгресі Сполучених Штатів.
Історія Гріффіт була адаптована в книзі, написаною Лероєм Ааронсом і опублікованою HarperCollins у 1995 році, під назвою
«Молитви за Боббі: примирення матері з самогубством її сина-гея» (англ. Prayers for Bobby: A Mother's Coming to Terms with the Suicide of Her Gay Son).
У 2009 році вийшов телефільм під назвою «Молитви за Боббі». Роль Мері Гріффіт зіграла Сігурні Вівер.